# Calypso (chanson)
Pour les articles homonymes, voir Calypso (homonymie).
Singles de France Gall
Hong-Kong Star
(1984) Cézanne peint
(1985)
Calypso est une chanson interprétée par France Gall. Écrite, composée et produite par Michel Berger, elle figure sur l'album Débranche !, paru en avril 1984.
Troisième single extrait de l'album, en février 1985, Calypso entre au Top 50 le 2 mars 1985, atteint la 36e place et reste classée durant six semaines. Plus de 50 000 exemplaires ont été vendus du single.
La chanson raconte les regrets d'une femme de ne pas correspondre aux critères physiques d'un homme (« J'avais pas la couleur de peau pour le Calypso ») qui pour sa part ne partage pas les mêmes rêves (« À chacun ses héros, lui Dario Moreno, moi Police ou Toto »).